# Феодосьев, Всеволод Иванович
Все́волод Ива́нович Феодо́сьев (5 [18] мая 1916, Калуга — 24 сентября 1991, Москва) — советский ученый, специалист в области прочности конструкций и механики деформируемых систем, доктор технических наук, член-корреспондент АН СССР, Герой Социалистического Труда (1986), Заслуженный деятель науки и техники РСФСР, лауреат Ленинской и Государственной премий.

## Биография
В. И. Феодосьев родился 5 (18) мая 1916 года в г. Калуге.
В 1935 году окончил школу № 25 в Москве.
После школы, поступив на факультет «Приборостроение» по специальности «Гироскопические приборы», Всеволод увлёкся принципиально новыми задачами механики применительно к упругим элементам приборов. Ещё в студенческие годы он разработал метод расчета трубок Бурдона и в 1940 году опубликовал книгу на эту тему.
В 1941 году В. И. Феодосьев с отличием окончил Московский механико-машиностроительный институт (МММ) имени Н. Э. Баумана по специальности «Авиационные приборы» и выполнил диплом на тему «Расчет и экспериментальное исследование сильфонов», который послужил основой его будущей кандидатской диссертации. Через год после окончания института стал кандидатом наук. В 1945 году защитил докторскую диссертацию на тему «Гибкие оболочки в машиностроении (теория и расчет)». Итоги своей работы в области расчетов гибких конструкций собрал в монографии «Упругие элементы точного приборостроения», которая была опубликована в 1949 году.
В 1947 году его утвердили в звании профессора на кафедре «Сопротивление материалов». К этому времени научный интерес В. И. Феодосьева, связанный с разработкой методов расчета упругих элементов точного приборостроения, перешёл в область расчетов на прочность и устойчивость оболочечных элементов конструкций. В книге «Упругие элементы точного приборостроения», опубликованной в 1949 году, им были сформулированы основные проблемы нелинейных задач статической устойчивости упругих элементов.
В 1948 году Ю. А. Победоносцев совместно с С. П. Королёвым основали кафедру «Баллистические ракеты дальнего действия» для подготовки специалистов по проектированию ракет с жидкостными ракетными двигателями (ЖРД).
Вновь созданную кафедру В. И. Феодосьев возглавил в 1950 году и руководил ей до 1988 года, а с 1951 по 1953 годы он одновременно являлся деканом факультета «Ракетная техника».
Ракетно-космическая техника объединяет все передовые достижения механики в области прочности и устойчивости, динамики и теплового состояния конструкций. Поэтому кафедра, возглавляемая В. И. Феодосьевым, с самого начала развивалась как многопрофильная. Этим она заметно отличалась от аналогичных кафедр в других вузах. В. И. Феодосьев, обладая прекрасным чутьем на талантливых людей, сумел в дальнейшем привлечь к работе на кафедре ряд выдающихся учёных (Л. И. Балабух, С. А. Алексеев). Лекции по теории колебаний и динамике ракет читали будущие академики В. Н. Челомей, К. С. Колесников, по стартовому оборудованию — В. П. Бармин. На кафедре работал крупный специалист в области аэродинамики профессор Н. Ф. Краснов. Лекции по проектированию и термодинамическим процессам в ЖРД читал профессор Г. Б. Синярев. К проведению занятий по другим курсам были привлечены с помощью С. П. Королёва ведущие специалисты НИИ-88.
Зная уровень В. И. Феодосьева как специалиста высочайшего класса в области прочности и динамики тонкостенных конструкций, С. П. Королёв с конца 1940-х годов привлек его к консультативной деятельности в Особом конструкторском бюро (ОКБ) по вопросам прочности и устойчивости конструкций и анализу динамики колебательных процессов. В результате В. И. Феодосьев стал активным членом Учёного совета НИИ-88. К началу 1950-х годов В. И. Феодосьев благодаря своим личным качествам приобрел большую известность у сотрудников ОКБ: прочнистов, проектантов, конструкторов, баллистиков, управленцев и др. В это время В. И. Феодосьев разрабатывает методы расчетов каркасированных корпусов сухих отсеков баллистических ракет, стыковочных узлов спутников. Большое внимание Всеволод Иванович уделяет проблеме прочности ЖРД. В 1957 году была опубликована его монография «Прочность теплонапряженных узлов ЖРД», в которой анализируются актуальные проблемы термопрочности ракетного двигателя, приводятся конкретные примеры из практики и результаты расчетов.
К концу 1950-х годов наша ракетная техника впервые столкнулась с катастрофическими исходами летных испытаний по причине, если можно так выразиться, «необузданной вибрации». По своей сути это были очень сложные технические проблемы и, главное, совершенно неотложные. Весьма плодотворное сотрудничество В. И. Феодосьева и С. П. Королёва началось во время бурных заседаний нескольких аварийных комиссий, посвященных летным испытаниям ракет Р-7 в 1958 году. Космическое применение этих знаменитых ракет, летающих до сих пор, рождалось в тяжких муках. Началось с нескольких подряд аварийных пусков: ракета разрушалась в полете. Было выяснено, что причина — в низкочастотных колебаниях системы подачи окислителя. Нужно было поставить диагноз и немедленно, без срыва работ служб полигона, установить в топливной магистрали воздушные демпферы, тем самым введя колебания ракеты в зону устойчивости. В этой напряженной работе В. И. Феодосьев проявил свой незаурядный талант и прочно вошёл в группу ближайших сподвижников С. П. Королёва.
За участие в разработке образцов новой техники в 1956 году В. И. Феодосьеву присвоили звание Заслуженного деятеля науки и техники РСФСР. В тот период В. И. Феодосьев работал над книгой «Избранные задачи и вопросы по сопротивлению материалов», которая выдержала несколько изданий: первое в 1950 году, последнее — в 1996 году. В него включены новые, интересные задачи механики, требующие нестандартного подхода для решения, а также разделы, посвященные расчетам на ЭВМ различных конструкций.
Работы В. И. Феодосьева обобщены в капитальном труде, созданном коллективом учёных Московского высшего технического училища (МВТУ) имени Н. Э. Баумана «Расчеты на прочность в машиностроении»
в 1950—1959 годах. Этот трехтомник до настоящего времени служит настольной книгой инженера-расчетчика. В 1960 году за эту работу В. И. Феодосьев в числе других авторов был удостоен Ленинской премии.
Более сорока лет Всеволод Иванович читал лекции по сопромату студентам МВТУ. Все это время велась целенаправленная работа над содержанием курса. В 1960 году вышло первое издание учебника для студентов машиностроительных вузов «Сопротивление материалов». Впоследствии учебник издавался 10 раз. В 1976 году он был отмечен Государственной премией СССР. Его прекрасно дополняла вышедшая в 1969 году книга В. И. Феодосьева «Десять лекций-бесед по сопротивлению материалов».
Книга В. И. Феодосьева «Основы техники ракетного полета», над которой он работал в общей сложности почти 25 лет, сразу после её выхода привлекла внимание специалистов-ракетчиков. В принципиально новой редакции она вышла в 1979 году в издательстве «Наука». Всеволод Иванович вложил в неё всю свою душу, сделал все, чтобы при строгой математической трактовке представить её разделы доходчиво.
Всеволод Иванович был великолепным лектором, умевшим ярко и красочно донести до студентов сложный материал. На лекциях по сопротивлению материалов и основам ракетной техники он давал не минимум стандартных знаний, а излагал философский взгляд на актуальные для того времени проблемы науки и ракетной техники. Его импровизации, артистизм, чувство юмора вместе с глубоким пониманием предмета производили сильное впечатление на слушателей. Многие из студентов оказывались навсегда связанными с теми научными направлениями, которые излагал лектор.
Всеволод Иванович был крайне осторожен к непроверенным, но модным нововведениям, которые до преподавателей и сотрудников чаще всего не доводил, принимал на себя все неприятности. Это позволило многим из них спокойно заниматься научной и педагогической деятельностью на протяжении долгих лет. Не случайно, что при непосредственном руководстве В. И. Феодосьева было выполнено и защищено свыше 40 кандидатских и докторских диссертаций. Предоставляя аспирантам полную самостоятельность, В. И. Феодосьев направлял и развивал их творческое мышление, был принципиальным в оценке научных работ и в то же время обращал внимание на форму подачи материала, качество плакатов и изложение устного доклада.
В 1965 году в Дмитровском филиале МВТУ В.И. Феодосьев основал лабораторию «Материальные части и эксплуатация ракетно-космической техники» (демонстрационный зал).
В 1977 году В. И. Феодосьева избрали членом-корреспондентом АН СССР. Выступая на заседании кафедры, он сказал: «Не так важно, что меня избрали. Я постараюсь, чтобы это было прежде всего полезно кафедре».
Всеволод Иванович остро чувствовал новые направления науки, техники и педагогики. Он одним из первых прочнистов понял важность численных методов и преимуществ, которые дают ЭВМ. Будучи уже в зрелом возрасте, он осваивает программирование и работу на ЭВМ и много времени проводит за пультами ЭВМ, установленными в вычислительных центрах крупных НИИ. Впоследствии с таким же энтузиазмом им был освоен персональный компьютер.
Первым из заведующих кафедрами Всеволод Иванович ввёл анонимное анкетирование среди студентов для оценки работы преподавателей. Студенты, заинтересованные в высоком качестве знаний, давали весьма объективные оценки своим преподавателям. Итоги анкетирования — долгие беседы в кабинете Всеволода Ивановича, после которых, случалось, некоторые преподаватели уходили. В 1986 году за выдающиеся заслуги в научно-педагогической деятельности В. И. Феодосьеву присвоили высокое звание Героя Социалистического Труда.
В своей книге «Основы техники ракетного полета», говоря о людях, посвятивших свою жизнь ракетно-космической технике, Всеволод Иванович писал: «Они творили технику сороковых, пятидесятых и шестидесятых годов, оставаясь добровольными пленниками своего долга, своих обязанностей, своей неизменной страсти. И только несколько самых ярких имён теперь известны каждому. Но их было много». Им — ушедшим от нас, далеким и близким, друзьям и вовсе незнакомым — посвятил свою замечательную книгу В. И. Феодосьев.
Таким же ярким, талантливым, беззаветно преданным делу развития ракетно-космической техники был и сам Всеволод Иванович.
Похоронен в Москве на Пятницком кладбище (1 уч.).

## Награды и звания
- Заслуженный деятель науки и техники РСФСР (1956)[1]
- Лауреат Ленинской премии (1960)[1]
- Лауреат Государственной премии (1976)[1]
- Герой Социалистического Труда (1986)[1]
- Орден Ленина
- Орден Октябрьской Революции[1]
- Орден Трудового Красного Знамени[1]
- Премия Правительства РФ в области образования (2008, посмертно)[1]

## Семья и личная жизнь
Отец — Феодосьев Иван Феодосьевич. Окончил Петроградский университет (отделение филологии) и всю жизнь работал в средней школе преподавателем русского языка и литературы.
Мать — Феодосьева Евгения Васильевна. Была учительницей младших классов.
Длительное время семья жила недалеко от станции Лосиноостровская Ярославской железной дороги.
Жил в Москве на ул. Большая Дорогомиловская, д. 4, кв. 145 и на ул. Краснопролетарская, д. 9, кв. 164.
Первая жена — Мицкевич Зоя Адамовна.
Дочь — Фотинич Ольга Всеволодовна.
Сын — Феодосьев Сергей Всеволодович, работал инженером на телецентре «Останкино».
Вторая жена — Саверина Нина Александровна, была доцентом МВТУ им. Н.Э. Баумана.